# Philodromus ketani
Philodromus ketani este o specie de păianjeni din genul Philodromus, familia Philodromidae, descrisă de Gajbe în anul 2005. Conform Catalogue of Life specia Philodromus ketani nu are subspecii cunoscute.